# 鎌田逸郎
鎌田 逸郎（かまた いつろう、1897年（明治30年）10月1日 - 1980年（昭和55年）9月4日）は、日本の実業家、政治家。参議院議員。

## 経歴
岩手県稗貫郡花巻町で鎌田元三郎の三男として生まれる。
1922年（大正11年）岩手製綿を設立して社長に就任。1941年（昭和16年）3月、盛岡商工会議所常議員に当選。その他、下台土地建物社長、岩手被服工業社長、岩手県商工経済会評議員、同県製綿工業組合理事長、全国製綿工業協同組合理事長、花巻電気鉄道取締役、東北振興燐寸取締役などを務めた。
1947年（昭和22年）4月の第1回参議院議員通常選挙に全国区から出馬して当選（補欠、任期3年）し、その後、緑風会に所属して参議院議員を1期務めた。
1978年（昭和53年）秋の叙勲で勲四等旭日小綬章受章。
1980年9月、心肺腎不全により盛岡市の石川外科クリニックで死去した（82歳）。死没日をもって従五位に叙される。